# Catarina da Áustria
Catarina da Áustria, Catarina de Habsburgo ou, mais raramente, Catarina de Espanha (em castelhano: Catalina de Austria; Torquemada, 14 de janeiro de 1507 - Lisboa, 6 de fevereiro de 1578) foi arquiduquesa Áustria, infanta de Espanha e rainha de Portugal como esposa de D. João III de Portugal.

## Família
Era filha de Joana de Castela, descrita pelos seus opositores como "a Louca", a rainha de Espanha, e de Filipe, o Belo, arquiduque da Áustria e duque da Borgonha.
Teve cinco irmãos, entre os quais os imperadores romano-germânicos Carlos V e Fernando I; Isabel, esposa de Cristiano II da Dinamarca; Maria, esposa do rei Luís II da Hungria e da Boémia; e ainda Leonor da Áustria, sua predecessora enquanto rainha de Portugal (foi casada com D. Manuel I embora prometida a D. João III) e ainda rainha de França. Teve como tias maternas Catarina de Aragão, rainha consorte da Inglaterra, mãe da rainha Maria I; Maria de Aragão e Castela, sua sogra; a gémea de Maria, Ana, natimorta; e Isabel de Aragão, que tinha sido a primeira esposa de D. Manuel I. Teve apenas um tio materno, João, Príncipe das Astúrias, casado com a sua tia terceira, Margarida da Áustria.

## Biografia
Catarina nasceu em Torquemada em 14 de janeiro de 1507, alguns meses após a morte de seu pai, Filipe I de Castela, falecido em 25 de setembro de 1506. Como a rainha não dispunha de parteira, foi sua dama, María de Ulloa, quem a assistiu durante o parto. Em 1509, sua mãe, a rainha Joana, foi confinada em Tordesilhas, considerada mentalmente instável, e Catarina permaneceu com ela até ser libertada graças à intervenção de seu irmão, o imperador Carlos V.
Em 5 de Fevereiro de 1525 casou-se com o rei João III de Portugal, tornando-se rainha consorte até à morte do esposo em 1557. Foi mãe da infanta Maria Manuela e do Príncipe João e avó do rei D. Sebastião. Durante a menoridade do neto, exerceu a regência do reino entre 1557 e 1562.
A rainha tinha imensa influência no governo do marido. O rei confiava plenamente na rainha, pois João III parecia ser indeciso.
Catarina via o irmão Carlos como o chefe de família. Os casamentos dos seus filhos com os seus sobrinhos foram ideia sua, de forma a reforçar o poder da sua família Habsburgo.

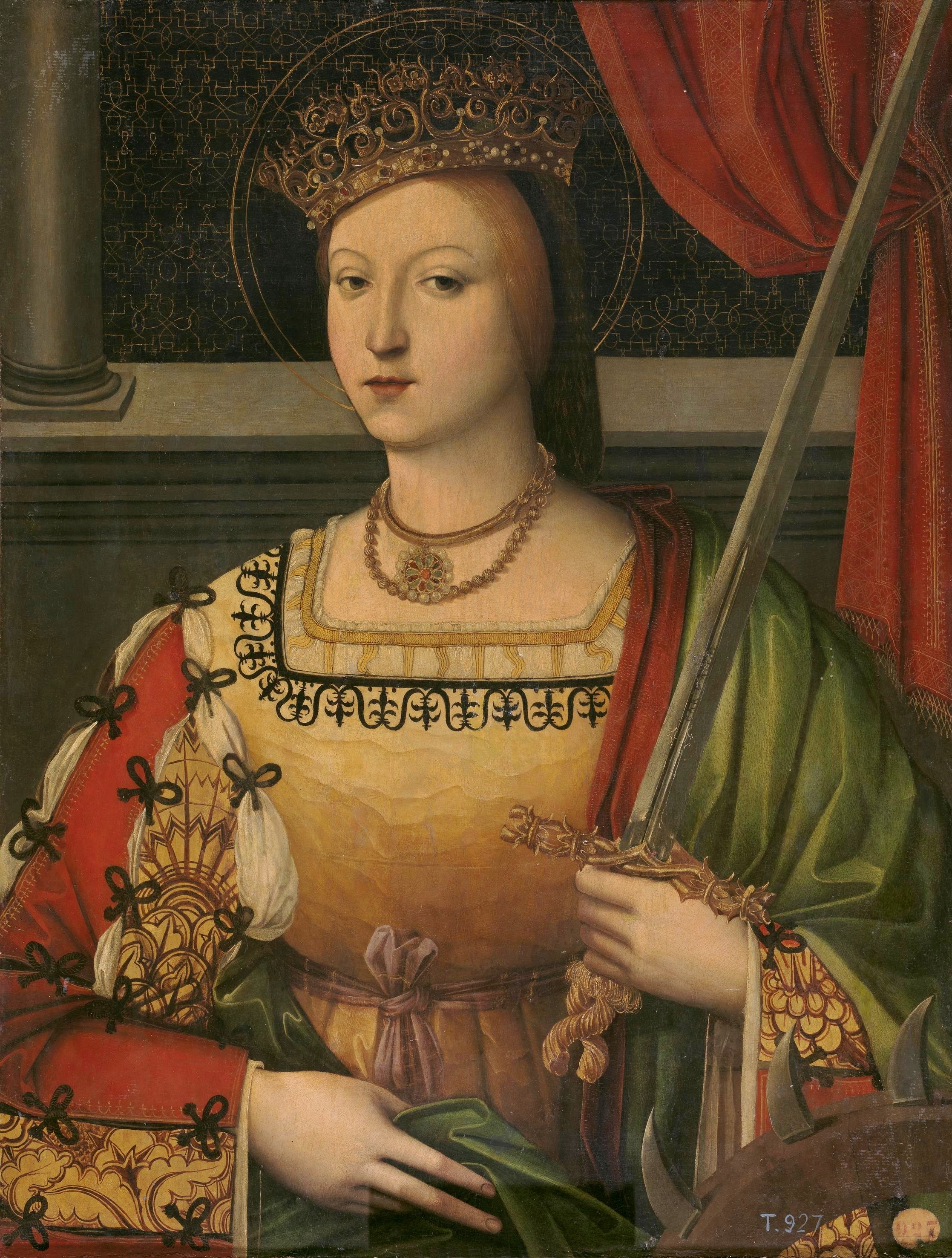
Catarina da Áustria, rainha de Portugal, como Santa Catarina

## Descendência
- Afonso, Príncipe de Portugal (24 de fevereiro de 1526 – 12 de abril de 1526), morreu com um mês e meio de idade;
- Maria Manuela (15 de outubro de 1527 – 12 de julho de 1545), casou-se com Filipe II de Espanha, com descendência;
- Isabel, Infanta de Portugal (28 de abril de 1529 – 22 de maio de 1530), morreu com 1 ano de idade;
- Beatriz, Infanta de Portugal (15 de fevereiro de 1530 – 16 de março de 1530), morreu com um mês de epilepsia;
- Manuel, Príncipe de Portugal (1 de novembro de 1531 – 14 de abril de 1537), declarado herdeiro em 1535. Morreu aos 5 anos de epilepsia;
- Filipe, Príncipe de Portugal (25 de março de 1533 – 29 de abril de 1539), declarado herdeiro em 1537. Morreu aos 6 anos de idade;
- Dinis, Infante de Portugal (16 de abril de 1535 – 1 de janeiro de 1537), morreu com 1 ano e meio de epilepsia;
- João Manuel, Príncipe de Portugal (3 de junho de 1537 – 1554), declarado herdeiro em 1539. Casou-se com Joana de Áustria, Princesa de Portugal, com descendência;
- António, Infante de Portugal (9 de março de 1539 – 20 de janeiro de 1540), morreu aos dez meses de epilepsia.

Não se sabe ao certo o motivo médico pelo qual sete dos nove filhos de D. João III e Catarina da Áustria morreram tão jovens. Embora alguns diagnósticos de época pareçam elucidativos o bastante para resolver a questão, como a epilepsia que teria matado D. Beatriz, D. Manuel, D. Dinis e D. António, ainda restaria o motivo que teria levado tantos filhos do casal a terem exatamente a mesma doença, além de uma saúde frágil o bastante para padecer dela. Além disso, há os misteriosos sintomas registrados de D. Afonso e D. Isabel, que teriam nascido com uma “postema na cabeça que lhe veo a furo”. Conhecendo o parentesco próximo do casal, podemos concluir com certa segurança que os múltiplos casamentos intra-familiares de suas dinastias potencializaram certos problemas genéticos, dos quais eventualmente seriam vítimas os sete infantes e infantas. De qualquer forma, a questão continua esperando uma resolução adequada.